# Великочаусовська сільська рада
Великоча́усовська сільська рада (рос. Большечаусовский сельский совет) — сільське поселення у складі Кетовського району Курганської області Росії.
Адміністративний центр — село Велике Чаусово.
Населення сільського поселення становить 3014 осіб (2017; 2413 у 2010, 2009 у 2002).

## Склад
До складу сільського поселення входять:
| Населений пункт        | Населення, осіб (2002) | Населення, осіб (2010) |
| ---------------------- | ---------------------- | ---------------------- |
| Білий Яр, присілок     | 194                    | 226                    |
| Велике Чаусово, село   | 1663                   | 2026                   |
| Передьоргіна, присілок | 121                    | 136                    |
| Чистопрудний, селище   | 31                     | 25                     |